# Manden på Svanegården
Manden på Svanegården er en dansk film fra 1972.
- Manuskript og instruktion Ib Mossin efter en roman af Morten Korch.

## Medvirkende
Blandt de medvirkende kan nævnes:
- Willy Rathnov
- Emil Hass Christensen
- Susse Wold
- Bodil Udsen
- Karl Stegger
- Arthur Jensen
- Palle Huld
- Peter Bonke
- Asbjørn Andersen
- Kirsten Hansen-Møller
- Gunnar Lemvigh
- Holger Vistisen
- Ove Verner Hansen
- Finn Nielsen
- Jørgen Beck
- Bent Warburg